# Park Petra Bezruče (Klimkovice)
Park Petra Bezruče je park/lesopark v Klimkovicích za klimkovickým zámkem a kostelem svaté Kateřiny, podél potoka Polančice v okrese Ostrava-město v Moravskoslezském kraji. Park se nachází mezi ulicemi Čs. armády a Komenského. V jižní části parku u Polančice se nacházejí dva větší rybníky a ve východní části jeden rybníček. V parku je naučná stezka s tabulemi a také Pomník obětem 1. světové války a Památník osvobození. Park je volně přístupný veřejnosti.

## Další informace
Park vznikl z části bývalé zámecké obory. Hrabě Jindřich Vilém Wilczek na počátku 18. století nechal oboru upravit na romantickou zahradu (park) s botanicky velmi hodnotnou exteriérovou kompozicí a rybníky se sypanými hrázemi napájenými podpovrchovým vodním náhonem z Polančice. Zámecká vrchnost rybníky využívala především pro chov ryb. Většina současného parkového stromového osazení již pochází z výsadeb provedených v první polovině 20. století. Starší porosty z konce 19. století se dochovaly jen v dolní části parku, a to v přímém okolí rybníků.
V období prvorepublikové hospodářské krize se park také stal „domovem“ nechvalně proslulé „klimkovské brenpartyje“, o které psala spisovatelka Jarmila Glazarová. Po druhé světové válce se zámecký park a válkou zdevastovaný klimkovický zámek staly předmětem majetkové konfiskace dle Benešových dekretů a staly se majetkem Klimkovic. V letech 1946 až 1954 proběhla generální přestavba na městský park. Ve svahovitém terénu bylo nově vysazeno až 120 druhů dřevin. Vybudovány byly také skalky, dětské hřiště, chodníky i parkové pěšiny, menší rybníček a dovezly se bludné balvany z okolních pískoven, vznikl hudební pavilón, taneční pódium a veřejné WC. V té době také vznikla zoologické expozice lesních a kožešinových zvířat (stříbrná liška a dvě srnky). Od roku 1968 do 2012 byla v parku voliéra zvířat a okrasného ptactva. Od roku 1947 je park nazván po básníkovi Petru Bezručovi. V letech 1989–1991 probíhala v Sadu Petra Bezruče velká rekonstrukce (především oprava pěšin a chodníků, úprava a výsadba dřevin). K další úpravě a revitalizaci sadu došlo v letech 2010–2012.
Více informací o stromech v parku udává publikace.

## Galerie

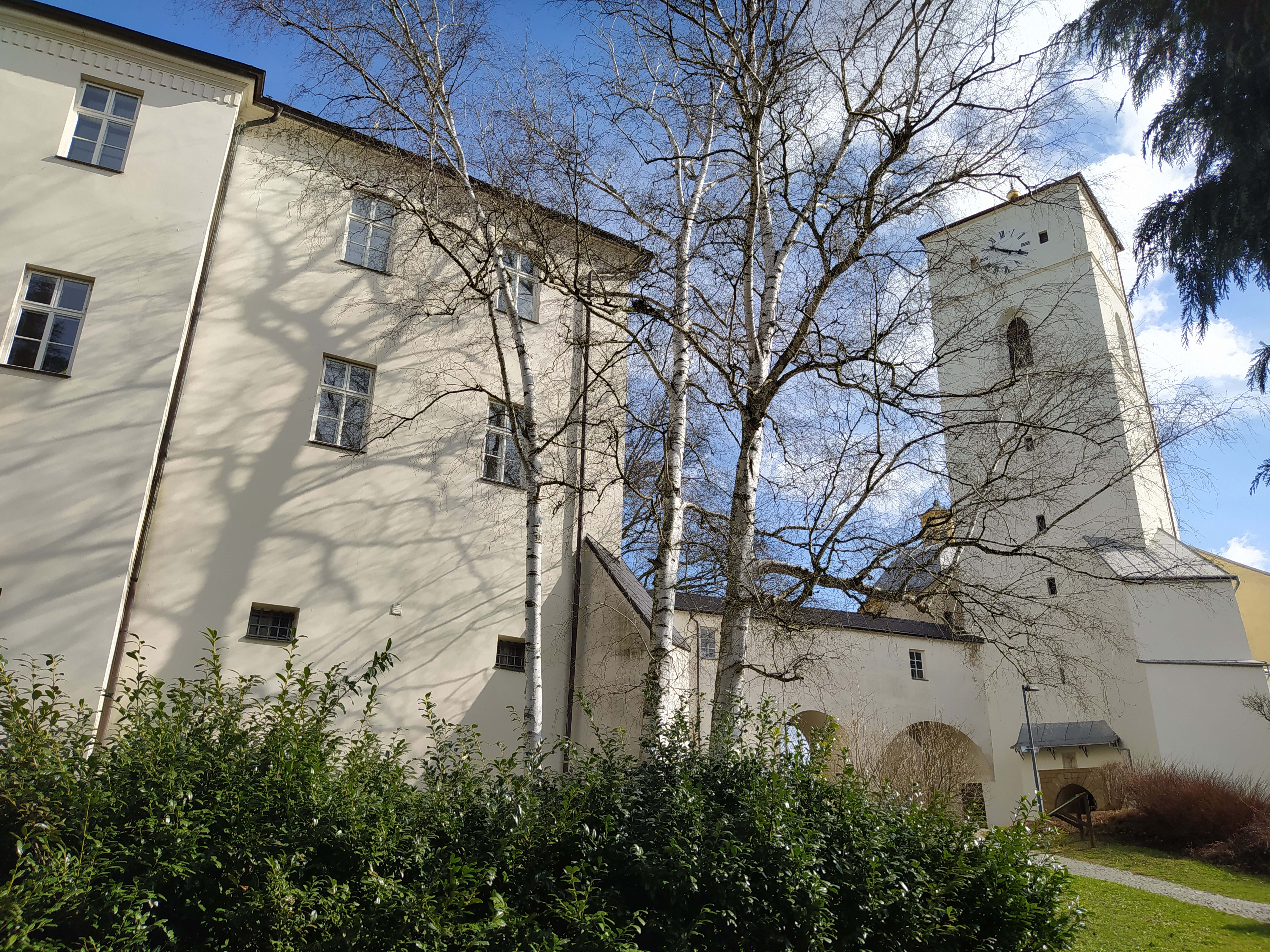
Pohled z parku na zámek a kostel sv. Kateřiny
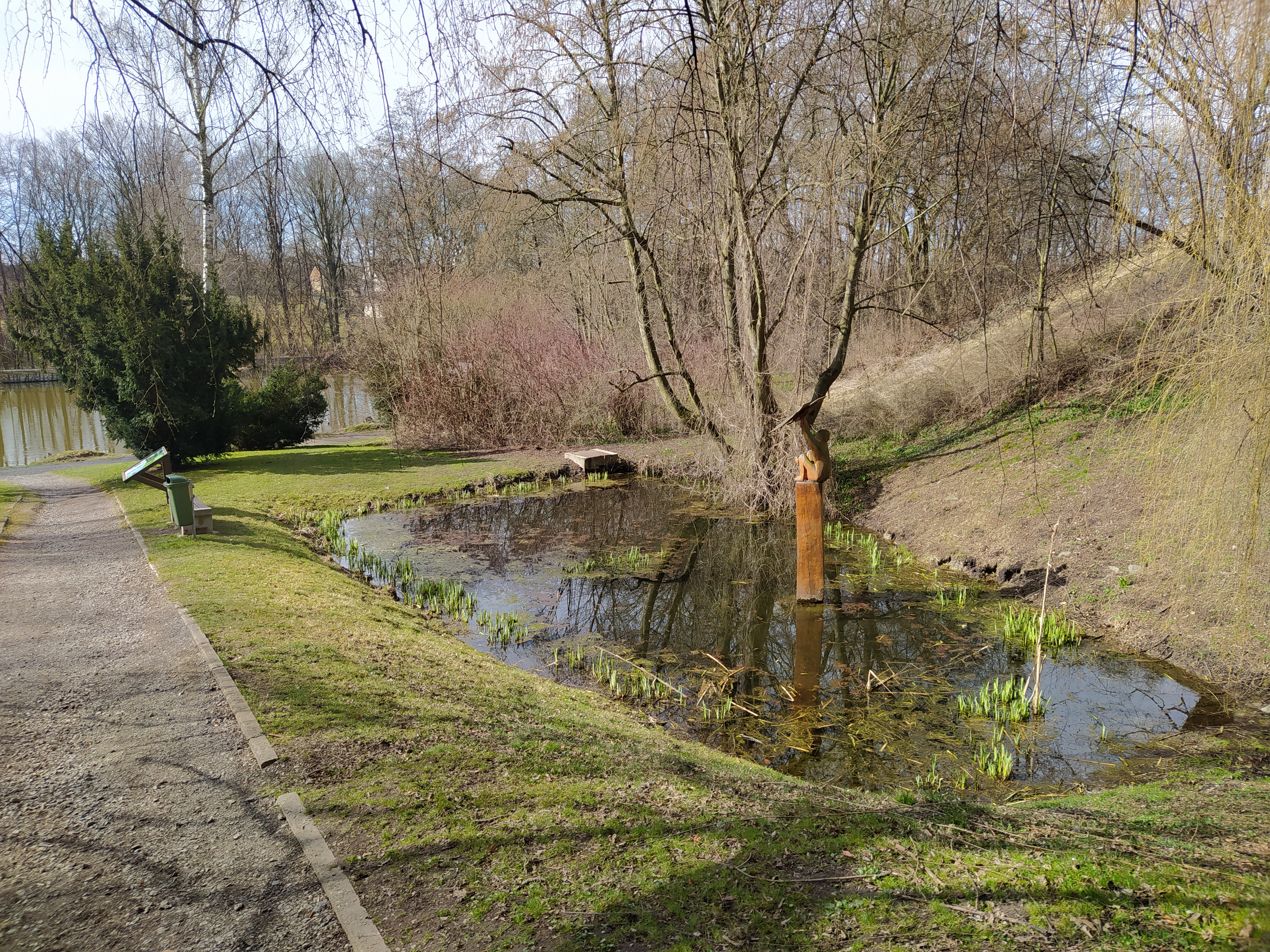
Jezírko v parku (zřízeno mezi lety 1946–1954)
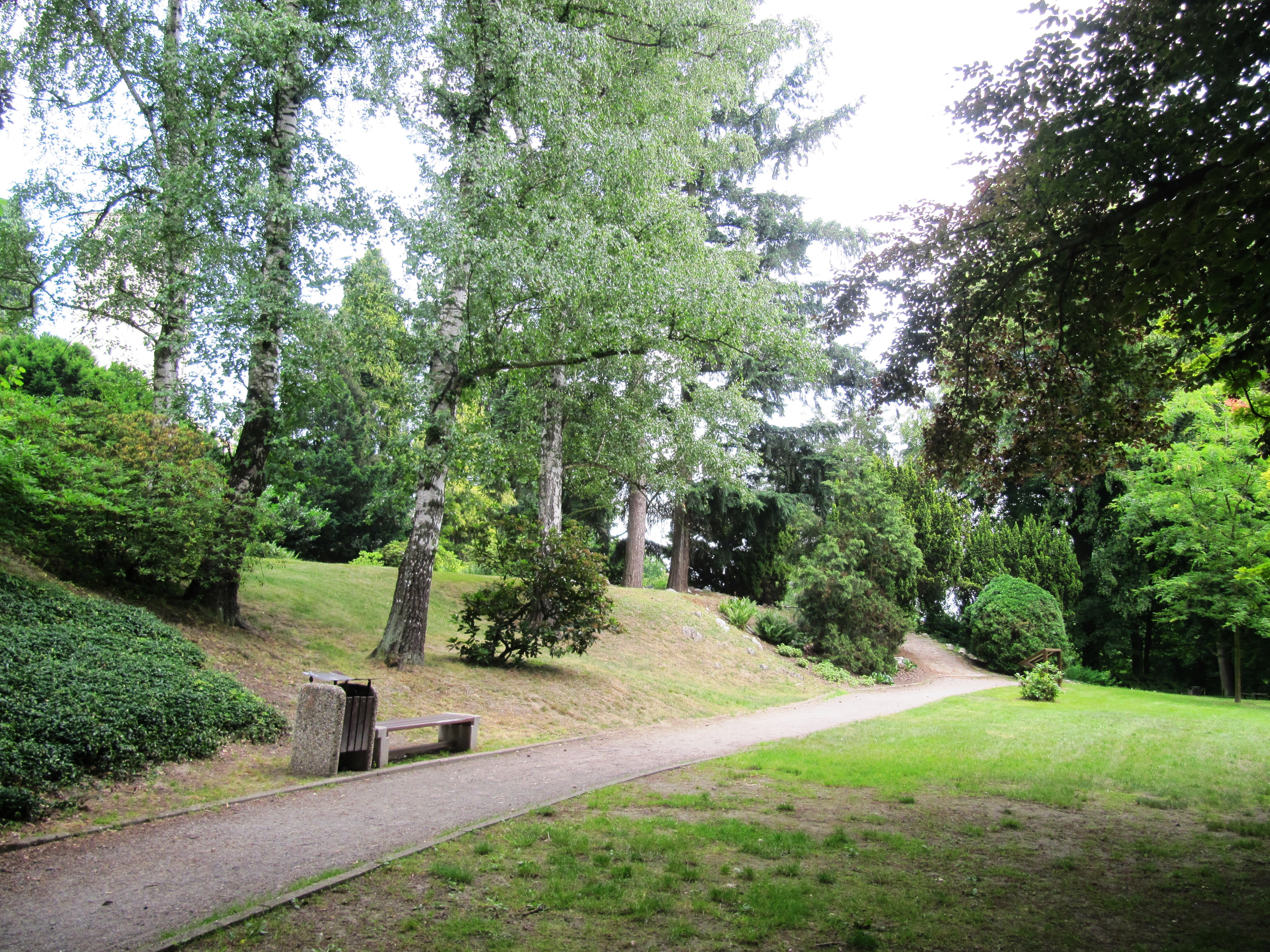
Mlatová pěšina vedoucí od Pomníku osvobození k menšímu rybníku
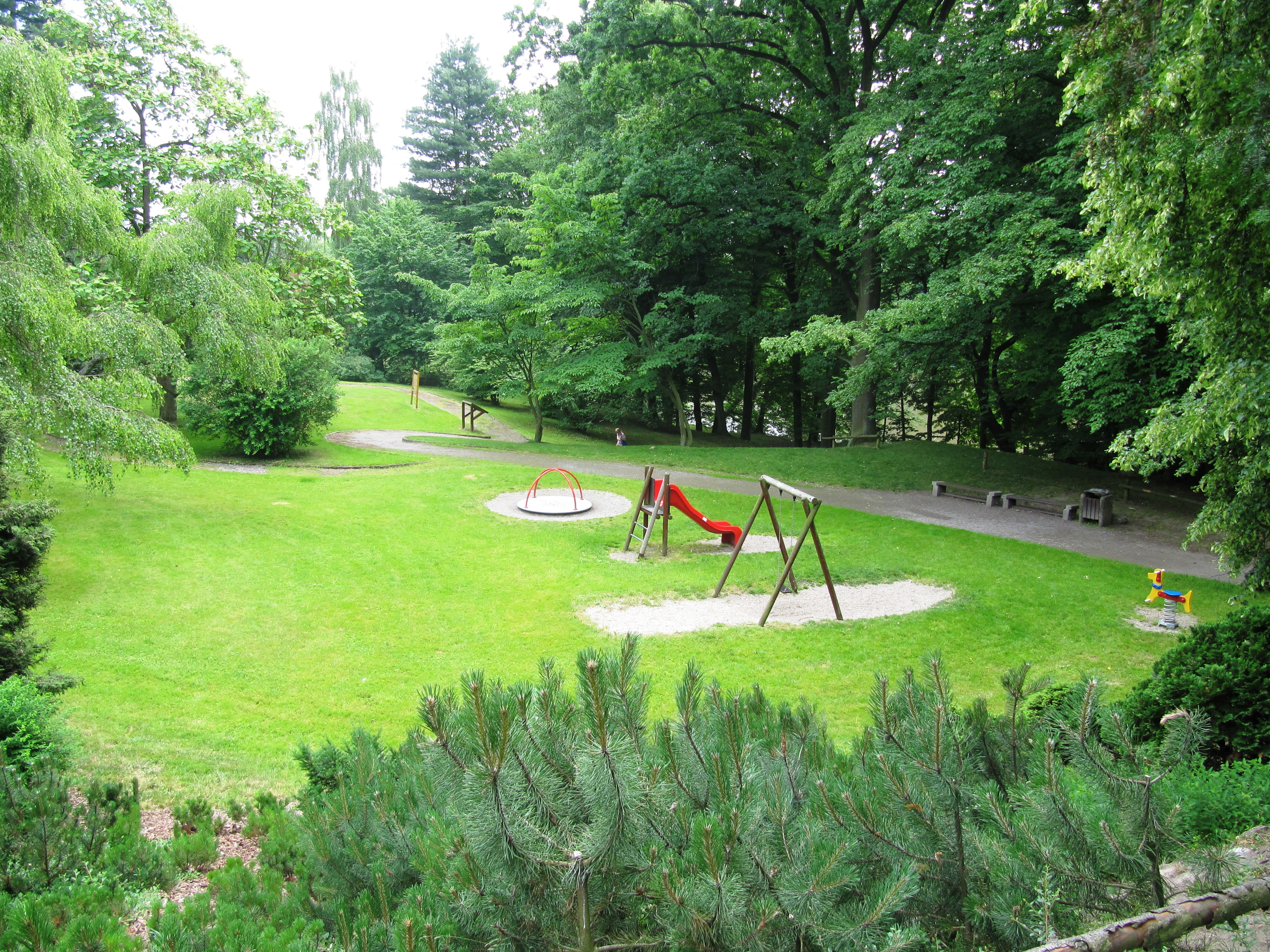
Dětské hřiště v parku
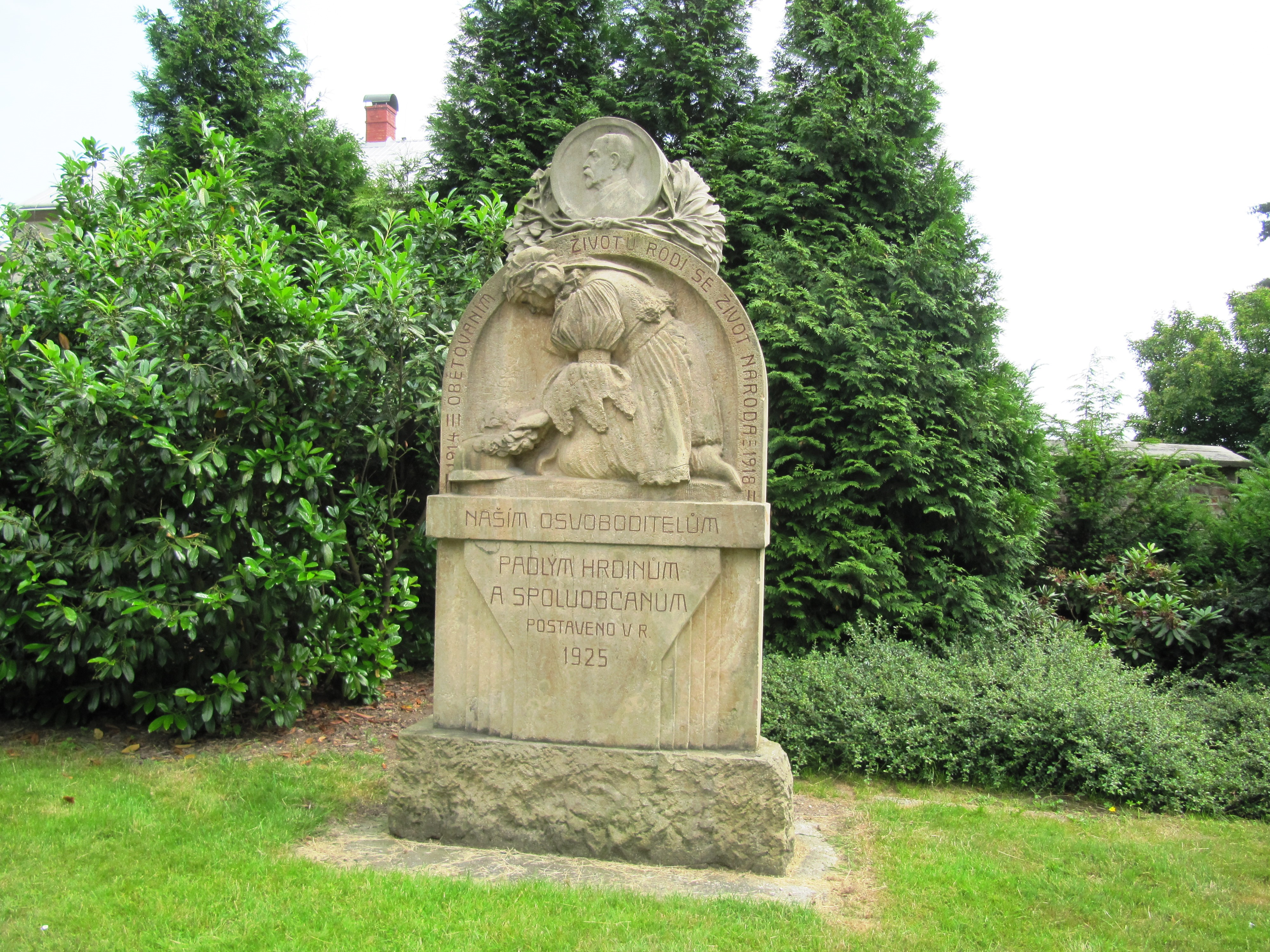
Pomník obětem 1. světové války v části parku pod kostelem
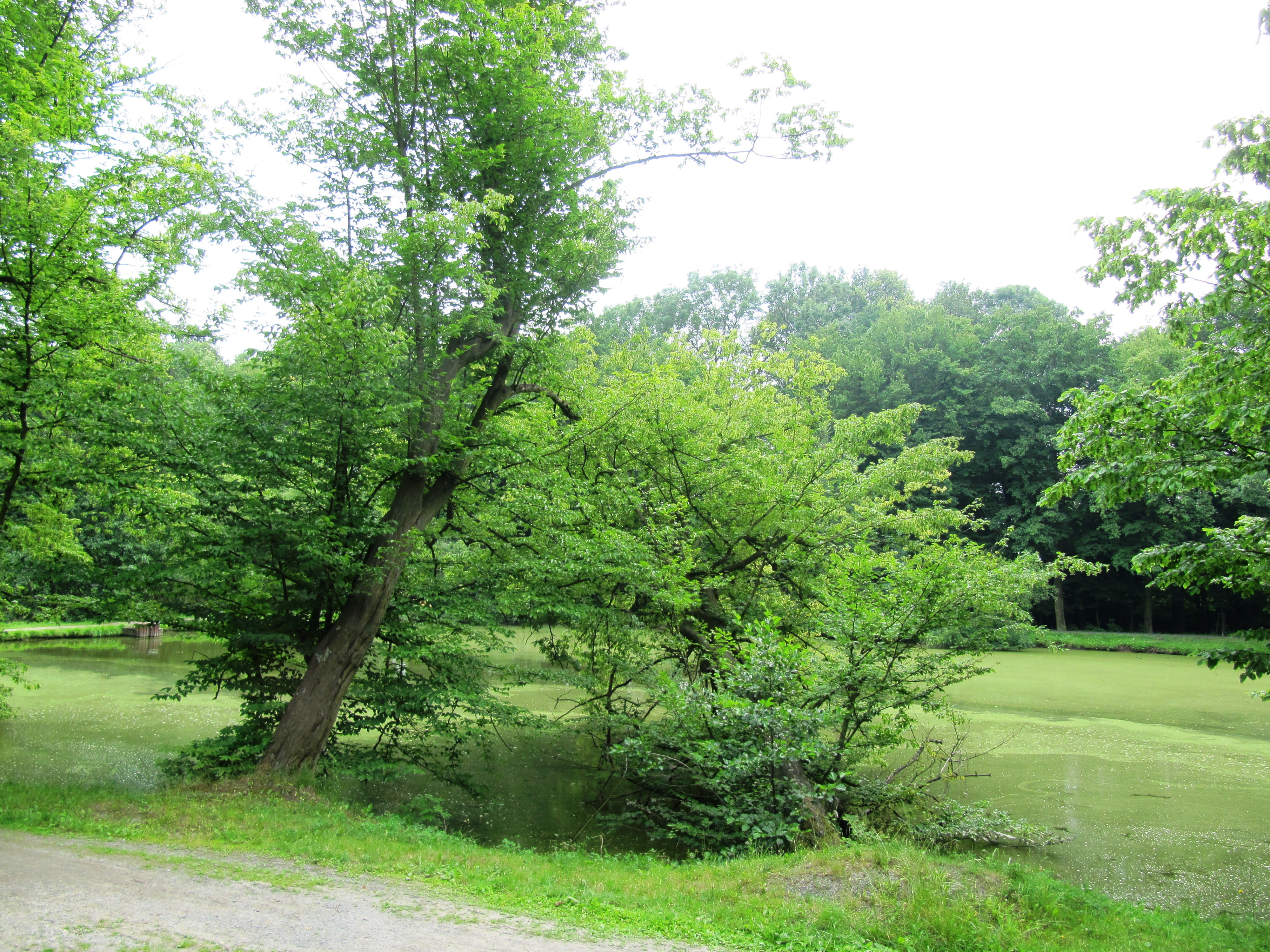
Menší rybník